# Sistema de clasificación de monilophytas de Smith 2006
Véase la más actualizada, basada en ésta, de Christenhusz 2011
Es un sistema de clasificación de los monilophytas comúnmente conocidos como helechos, creado debido a la necesidad de ver los avances en filogenia de los últimos años reflejados en un sistema de clasificación. Para más información leer la publicación que se cita en las referencias, o seguir los enlaces que corresponden a cada taxón.

## Árboles filogenéticos y taxones propuestos
El sistema propone la aceptación de 4 clases, basado en los resultados de filogenia del siguiente cuadro:
|  |

Las 4 clases propuestas son:
- Psilotopsida (nodo que abarca a Psilotaceae y Ophioglossaceae)
- Equisetopsida
- Marattiopsida
- Polypodiopsida ("leptosporangiados")

Polypodiopsida es la clase más grande y comprende varios clados bien definidos que Smith et al. propusieron que se agruparan en los siguientes órdenes:
- Polypodiopsida
  -     - Osmundales
    - Hymenophyllales
    - Gleicheniales
    - Schizaeales

  - "Núcleo de los leptosporangiados" nodo que abarca a los órdenes:
    - Salviniales (Marsileaceae + Salviniaceae)
    - Cyatheales (Cyatheaceae, Dicksoniaceae y afines)
    - Polypodiales (leptosporangiados con anillo vertical incompleto con estomio)

El árbol filogenético junto con los órdenes propuestos es el siguiente:
|  |

En el "Núcleo de los leptosporangiados":
|  |

Los polypodiales son el clado con más especies (más del 70 % de las especies). 
|  |

Dentro del mismo se encuentran algunas familias basales y dos subclados, los Eupolypodiales I y II:
- - Polypodiales
    -       - Lindsaeaceae incluyendo Cystodiaceae, Lonchitidaceae
      - Saccolomataceae incluyendo Orthiopteris
      - Dennstaedtiaceae incluyendo Hypolepidaceae, Monachosoraceae, Pteridiaceae
      - Pteridaceae incluyendo Acrostichaceae, Actiniopteridaceae, Adiantaceae -adiantoides-, Anopteraceae, Antrophyaceae, Ceratopteridaceae, Cheilanthaceae -cheilanthoides-, Cryptogrammaceae, Hemionitidaceae, Negripteridaceae, Parkeriaceae, Platyzomataceae, Sinopteridaceae, Taenitidaceae -taenitidoides-, Vittariaceae -vittarioides-

    - "Eupolypodiales II" (Aspleniaceae + Woodsiaceae incl, Athyriaceae, Cystopteridaceae + Thelypteridaceae incl. "Sphaerostephanaceae" + Blechnaceae incl. Stenochlaenaceae + Onocleaceae)
    - "Eupolypodiales I" (Dryopteridaceae incl. "Aspidiaceae", Bolbitidaceae, Elaphoglossaceae, Hypodematiaceae, Peranemataceae + Lomariopsidaceae incl. Nephrolepidaceae + Tectariaceae incl. "Dictyoxiphiaceae", "Hypoderriaceae" + Oleandraceae + Davalliaceae excluido Gymnogrammitidaceae + Polypodiaceae incl. Drynariaceae, Grammitidaceae -grammítidos-, Gymnogrammitidaceae, Loxogrammaceae, Platyceriaceae, Pleurisoriopsidaceae)

## Lista de taxones
La clasificación hasta familia es la siguiente:
Monilophyta ("helechos")
Psilotopsida
Psilotales
Psilotaceae
Ophioglossales
Ophioglossaceae
Equisetopsida
Equisetales
Equisetaceae
Marattiopsida
Marattiales
Marattiaceae
Polypodiopsida ("helechos leptosporangiados")
Osmundales
Osmundaceae
Hymenophyllales
Hymenophyllaceae
Gleicheniales
Gleicheniaceae
Dipteridaceae
Matoniaceae
Schizaeales
Lygodiaceae
Schizaeaceae
Anemiaceae
"Núcleo de los leptosporangiados": Salviniales + Cyatheales + Polypodiales
Salviniales ("helechos acuáticos", "helechos heterospóricos")
Marsileaceae
Salviniaceae
Cyatheales
Cyatheaceae
Dicksoniaceae
Metaxyaceae
Cibotiaceae
Plagiogyriaceae
Culcitaceae
Loxomataceae
Thyrsopteridaceae
Polypodiales ("polypods")
Lindsaeaceae
Saccolomataceae
Dennstaedtiaceae
Pteridaceae
"Eupolypodiales" (I y II):
"Eupolypodiales II" (Aspleniaceae + Woodsiaceae + Thelypteridaceae + Blechnaceae + Onocleaceae)
Aspleniaceae
Woodsiaceae
Thelypteridaceae
Blechnaceae
Onocleaceae
"Eupolypodiales I" (Dryopteridaceae + Lomariopsidaceae + Tectariaceae + Oleandraceae + Davalliaceae + Polypodiaceae)
Dryopteridaceae
Lomariopsidaceae
Tectariaceae
Oleandraceae
Davalliaceae
Polypodiaceae